# J. 브루스 이스메이

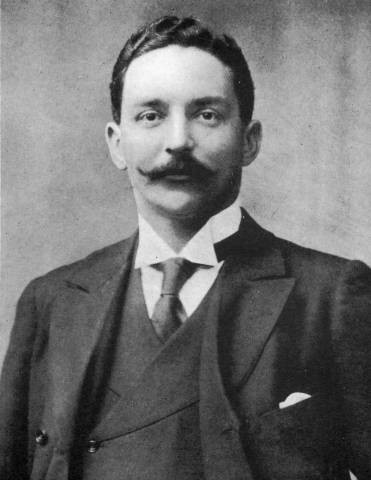
1912년의 이스메이

조지프 브루스 이스메이(영어: Joseph Bruce Ismay, 1862년 12월 12일 ~ 1937년 10월 17일)는 영국의 사업가로 화이트 스타 라인의 회장과 상무이사를 역임했다. 1912년, 그는 회사의 새로운 주력기인 RMS 타이타닉의 침몰에서 살아남은 최고위급 화이트 스타 임원으로서 국제적인 주목을 받게 되었고, 그로 인해 심한 비난을 받았다.